# Micheal Azira
Micheal Azira (Kampala, 22 de agosto de 1987) é um futebolista profissional ugandense que atua como defensor.

## Carreira
Micheal Azira representou o elenco da Seleção Ugandense de Futebol no Campeonato Africano das Nações de 2017.